# LIVE STRAIGHT
『LIVE STRAIGHT』は、HOUND DOGによるライブ・ビデオ。

## 解説
1994年11月に全国7カ所全12本行われたスペシャル限定ライブ「KNOCK ME TONIGHT」から、11月15日の日本青年館のステージを収録。
なお、「KNOCK ME TONIGHT」は結成15周年を記念して1980年6～7月に実施した全国ツアーで最初にホールコンサートを行った7つの会場を再訪し、現メンバーになって10周年を記念して、メンバーチェンジした当時のコンサートで演奏するというコンセプトで実施された。

## 収録曲
1. ファニー・フェイス
  - STAND PLAY収録
2. GoGo!サタデイナイト
  - BRASH BOY収録
3. クレイジー・ナイト
  - Roll Over収録
4. ナイト・タイムス
  - BRASH BOY収録
5. スクール・デイズ
  - POWER UP!収録
6. Dance Music
  - Roll Over収録
7. OH!スキャンダル
  - アルバム未収録
  - シングル「涙のBirthday」のB面
8. RAINY LADY GOOD-BYE
  - STAND PLAY収録
9. おちょくられた夜
  - STAND PLAY収録
10. ラスト・シーン
  - Spirits!収録
11. Hey Brother
  - DREAMER収録
12. サンセットロード
  - Roll Over収録
13. 狼と踊れ
  - DREAMER収録
14. Hurry Up
  - DREAMER収録
15. KNOCK ME TONIGHT
  - Spirits!収録
16. Last Night Last Time
  - Welcome to The Rock'n Roll Show収録
17. アフター・コンサート
  - STAND PLAY収録
18. ff(フォルティシモ)
  - Spirits!収録

## ミュージシャン
- 大友康平：リードボーカル
- 八島順一：ギター
- 西山毅：ギター
- 蓑輪単志：キーボード
- 鮫島秀樹：ベース
- 橋本章司：ドラム